# Categorias de software

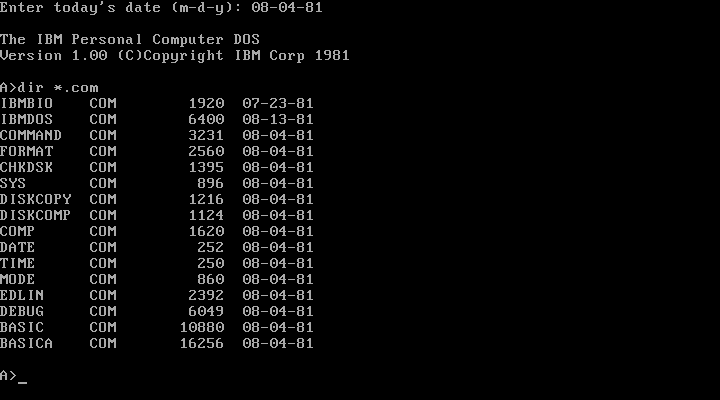
IBM PC DOS 1.00

Categorias de software são grupos de software. Eles permitem que o software seja entendido em termos desses grupos, em vez das particularidades de cada pacote. Diferentes esquemas de classificação consideram diferentes aspectos do software.

## Abordagens de categorização
O software de computador pode ser classificado em categorias com base na função, tipo ou ambiente de uso comum. Existem três classificações:
- Software aplicativo é a designação geral de programas de computador para execução de tarefas. O software aplicativo pode ser de uso geral (processamento de texto, navegadores web, etc.) ou ter um propósito específico (contabilidade, agendamento de caminhões, etc.). O software aplicativo diverge do software do sistema.
- Software de sistema é um termo genérico que se refere aos programas de computador usados para iniciar e executar sistemas de computador, incluindo diversos softwares aplicativos e redes.
- Ferramentas de programação de computadores, como compiladores e linkers, são usadas para traduzir e combinar código-fonte e bibliotecas de programas de computador em RAMs executáveis (programas que pertencerão a um dos três mencionados)

### Status de direitos autorais
O Projeto GNU categoriza o software por status de copyright : software livre, software de código aberto, software de domínio público, software copyleft, software livre não copyleft, software licenciado permissivo, software coberto pela GPL, o sistema operacional GNU, programas GNU, software GNU, FSF - software GNU protegido por direitos autorais, software não livre, software proprietário, freeware, shareware, software privado e software comercial.

#### Software grátis
Software livre é aquele que permite qualquer pessoa usar, copiar e distribuir, seja literalmente ou com modificações, gratuitamente ou mediante taxa. Em particular, isto significa que o código-fonte deve estar disponível. "Se não for a fonte, não é software." Se um programa for gratuito, ele poderá ser potencialmente incluído em um sistema operacional livre, como o GNU, ou em versões gratuitas do sistema Linux .
Software livre no sentido de licença de copyright (e o projeto GNU) é uma questão de liberdade, não de preço. No entanto, as empresas de software proprietário, tipicamente utilizam-se do termo “software livre” para se referir ao preço. Às vezes, isso significa que uma cópia binária pode ser obtida sem nenhum custo; às vezes, isso significa que uma cópia é fornecida com um computador para venda sem custo adicional.

#### Software livre
Software de código aberto é um software cujo código-fonte é disponibilizado sob uma determinada licença aos seus licenciados. Pode ser utilizado e distribuído em qualquer momento. O código-fonte é aberto e pode ser alterado conforme necessário. A única condição com este tipo de software é que, quando forem feitas alterações, os usuários devem comunicá-las aos outros usuários. Uma das principais características do software de código aberto é que ele é propriedade intelectual compartilhada por todos os desenvolvedores e usuários. O sistema operacional Linux é um dos exemplos mais conhecidos de uma coleção de software de código aberto.

#### Software com copyleft
Software copyleft é software livre cujos termos de distribuição garantem que todas as cópias de todas as versões tenham mais ou menos os mesmos termos de distribuição. Isto significa, por exemplo, que as licenças copyleft geralmente não permitem que outros acrescentem requisitos ao software (embora um grupo limitado de requisitos adicionais seguros seja permitido) e exijam a disponibilização do código-fonte. Isto protege o programa, e suas versões alteradas, de algumas das formas comuns de tornar um programa proprietário. Algumas licenças copyleft bloqueiam outros meios de tornar o software proprietário.
Copyleft é um conceito geral. O copyleft de um programa real requer um grupo específico de termos de distribuição. Licenças copyleft diferentes são em geral "incompatíveis" devido a termos variados, o que torna ilegal mesclar o código que usa uma licença com o código que usa a outra licença. Se dois softwares usam a mesma licença, eles normalmente podem ser mesclados.

#### Software livre sem copyleft
O software livre sem copyleft vem do desenvolvedor com permissão para redistribuir, modificar e adicionar restrições de licença.
Se um programa for gratuito, mas não protegido por copyleft, algumas versões ou cópias alteradas podem não ser gratuitas. Uma empresa de software pode compilar o programa, com ou sem alterações, e vender o arquivo executável como um produto de software proprietário. O X Window System ilustra essa abordagem. O X Consortium lança o X11 com termos de distribuição que o tornam um software livre sem copyleft. Se quiser, você pode obter uma cópia com esses termos de distribuição gratuitamente. No entanto, versões não-livres estão disponíveis, assim como, estações de trabalho e placas gráficas de PC para as quais versões não-livres são as únicas que funcionam. Os desenvolvedores do X11 tornaram o X11 não-livre por um tempo; eles conseguiram fazer isso porque outros contribuíram com seu código sob a mesma licença não-copyleft.

#### Shareware
Shareware é um programa que vem com permissão para redistribuir cópias, mas informa que qualquer pessoa que continuar a usar uma cópia deverá pagar por ela. Shareware não é software livre ou mesmo semi-livre. Para a maioria dos programas shareware, o código-fonte não está disponível; então, o programa não pode ser modificado. O shareware não vem com permissão para fazer uma cópia e instalá-lo sem pagar uma taxa de licença, inclusive para atividades sem fins lucrativos .

#### Freeware
Assim como o shareware, o freeware é um software disponível para download e distribuição sem nenhum pagamento inicial. O freeware nunca tem uma taxa associada. Coisas como pequenas atualizações de programas e pequenos jogos são normalmente distribuídas como freeware. Embora o freeware seja gratuito, ele é protegido por direitos autorais, assim, outras pessoas não podem vender o software como se fosse seu.

## Categorias de software Microsoft TechNet e AIS
Esta classificação possui sete elementos principais. São eles: plataforma e gestão, educação e referência, casa e entretenimento, conteúdo e comunicação, operações e profissional, fabricação de produtos e entrega de serviços, e linha de negócios.
- Plataforma e gerenciamento—Infraestrutura de desktop e rede e software de gerenciamento que permite aos usuários controlar o ambiente operacional do computador, componentes de hardware e periféricos e serviços de infraestrutura e segurança .[4]
- Educação e referência: software educacional que não possui recursos, como treinamento ou arquivos de ajuda para um aplicativo específico.[4]
- Casa e entretenimento—Aplicativos desenvolvidos essencialmente para uso doméstico ou entretenimento.[4]
- Conteúdo e comunicações – aplicativos comuns para produtividade, criação de conteúdo e comunicações. Isso geralmente inclui suítes de produtividade de escritório, reprodutores multimídia, visualizadores de arquivos, navegadores da Web e ferramentas de colaboração.[4]
- Operações e profissionais — aplicativos desenhados para usos comerciais, como gerenciamento de recursos empresariais, gerenciamento de relações com clientes, tarefas de cadeia de suprimentos e fabricação, desenvolvimento de aplicativos, gerenciamento e acesso a informações e tarefas executadas por equipamentos comerciais e técnicos.[4]
- Fabricação de produtos e entrega de serviços — Ajuda os usuários a criar produtos ou fornecer serviços em setores específicos. As categorias nesta seção são usadas pelo Sistema de Classificação da Indústria Norte-Americana (NAICS).

## Categorias baseadas no mercado

### Aplicações horizontais
- Processamento de texto

### Aplicações verticais
- Acomodação e Serviços de Alimentação
- Administrativo e Suporte
- Abrigo de animais e resgate de animais
- Agricultura, Silvicultura e Caça
- Artes, entretenimento e recreação
- Construção
- Serviços educacionais
- Finanças e Seguros
- Geoespacial
- Cuidados de Saúde e Assistência Social
- Informação
- Aplicativos de linha de negócios internos e proprietários[4]
- Gestão de Empresas e Empreendimentos
- Fabricação
- Mineração, extração e extração de petróleo e gás
- Postal
- Profissional, Científico e Serviços técnicos
- Administração pública
- Imobiliário, Locação e Arrendamento
- Comercio de varejo
- Serviços de utilidade pública
- Serviços de gestão e remediação de resíduos
- Comércio Atacadista
- Transporte e Armazenagem
- Outros Serviços (exceto Administração Pública)[4]